# Arden (Denemarken)
Arden is een plaats en voormalige gemeente in de toenmalige Deense provincie Noord Jutland.

## Voormalige gemeente
Het grondgebied besloeg een oppervlakte van 227,88 km², het aantal inwoners was in 8543 (2004).
Sinds 1 januari 2007 maakt het grondgebied deel uit van de gemeente Mariagerfjord.

## Plaats
De plaats Arden telt 2398 inwoners (2006). Er wordt jaarlijks een dichtfestival gehouden. Arden werd oorspronkelijk Hesselholt genoemd, maar de naam werd veranderd toen de Jutland-spoorlijn de plaats bereikte rond 1870.
Het grootste bos van Denemarken, Rold Skov, is in de nabijheid van Arden.